# Riverside (Oregon)
Riverside és una concentració de població designada pel cens dels Estats Units a l'estat d'Oregon. Segons el cens del 2000 tenia 189 habitants.

## Demografia
Segons el cens del 2000, Riverside tenia 189 habitants, 78 habitatges, i 56 famílies. La densitat de població era de 121,6 habitants per km².
Dels 78 habitatges en un 23,1% hi vivien nens de menys de 18 anys, en un 60,3% hi vivien parelles casades, en un 9% dones solteres, i en un 28,2% no eren unitats familiars. En el 26,9% dels habitatges hi vivien persones soles l'11,5% de les quals corresponia a persones de 65 anys o més que vivien soles. El nombre mitjà de persones vivint en cada habitatge era de 2,42 i el nombre mitjà de persones que vivien en cada família era de 2,95.
Per edats la població es repartia de la següent manera: un 22,2% tenia menys de 18 anys, un 5,8% entre 18 i 24, un 28% entre 25 i 44, un 28% de 45 a 60 i un 15,9% 65 anys o més.
L'edat mediana era de 43 anys. Per cada 100 dones de 18 o més anys hi havia 88,5 homes.
La renda mediana per habitatge era de 40.313 $ i la renda mediana per família de 41.250 $. Els homes tenien una renda mediana de 27.500 $ mentre que les dones 25.893 $. La renda per capita de la població era de 16.954 $. Aproximadament el 4,7% de les famílies i el 3,9% de la població estaven per davall del llindar de pobresa.

## Poblacions més properes
El següent diagrama mostra les poblacions més properes.